# 피터 더글러스
피터 빈센트 더글러스(Peter Vincent Douglas, 1955년 11월 23일 ~ )는 미국의 배우, 영화 각본가, 영화 감독이다.

## 생애
피터 더글러스는 캘리포니아주 로스앤젤레스에서 커크 더글러스와 앤 바이든스 부부의 셋째 아들로 태어났다. 빈센트라는 중간 이름은 빈센트 반 고흐에서 따온 것이라고 한다.
피터 더글러스는 1980년에 개봉된 영화 《최후의 카운트다운》의 각본을 맡았는데 해당 작품에는 그의 아버지인 커크 더글러스가 출연했다. 1985년에는 텔레비전 영화 《바람의 상속》의 각본을 맡았고 같은 해에 에미상을 수상했다. 1988년에는 영화 《호랑이의 꼬리》의 감독, 각본을 맡았다. 1991년에는 리사 쇠더와 결혼했고 슬하에 네 명의 아들을 두었다.